# Lista över spelplatser under världsmästerskapet i fotboll för herrar
Artikeln är en lista över spelplatser under världsmästerskapet i fotboll för herrar. Listan presenteras i form av tabeller som innehåller grundläggande information om spelort, arena, publikkapacitet och kartor. Vissa tabeller har även med bilder över arenorna. Listan är uppdelad efter mästerskap, i fallande ordning från det första mästerskapet 1930, och framåt.

## Uruguay 1930
| Uruguay 1930 – Montevideo            | Uruguay 1930 – Montevideo                     | Uruguay 1930 – Montevideo        |
| ------------------------------------ | --------------------------------------------- | -------------------------------- |
| Estadio Centenario Kapacitet: 90 000 | Estadio Gran Parque Central Kapacitet: 20 000 | Estadio Pocitos Kapacitet: 1 000 |

## Italien 1934
| Bologna Florens Genua Milano Neapel Rom Trieste Turin | Italien 1934                                          | Italien 1934                                     | Italien 1934                                         | Italien 1934                                  |
| Bologna Florens Genua Milano Neapel Rom Trieste Turin | Bologna                                               | Florens                                          | Genua                                                | Milano                                        |
| ----------------------------------------------------- | ----------------------------------------------------- | ------------------------------------------------ | ---------------------------------------------------- | --------------------------------------------- |
| Bologna Florens Genua Milano Neapel Rom Trieste Turin | Stadio Littoriale Kapacitet: 50 100                   | Stadio Comunale Giovanni Berta Kapacitet: 47 290 | Stadio di Via del Piano Kapacitet: 36 703            | Stadio Comunale di San Siro Kapacitet: 55 000 |
| Bologna Florens Genua Milano Neapel Rom Trieste Turin | Neapel                                                | Rom                                              | Turin                                                | Trieste                                       |
| Bologna Florens Genua Milano Neapel Rom Trieste Turin | Stadio Partenopeo Giorgio Ascarelli Kapacitet: 40 000 | Stadio Nazionale del P.N.F. Kapacitet: 47 300    | Stadio Municipale Benito Mussolini Kapacitet: 28 140 | Stadio Littorio Kapacitet: 8 000              |

## Frankrike 1938
| Frankrike 1938                       | Frankrike 1938                                   | Frankrike 1938                             | Frankrike 1938                          | Frankrike 1938                    |
| Antibes                              | Bordeaux                                         | Le Havre                                   | Lille                                   | Marseille                         |
| ------------------------------------ | ------------------------------------------------ | ------------------------------------------ | --------------------------------------- | --------------------------------- |
| Stade du Fort Carré Kapacitet: 7 000 | Parc Lescure Kapacitet: 34 694                   | Stade municipal du Havre Kapacitet: 22 000 | Stade Victor Boucquey Kapacitet: 15 000 | Stade Vélodrome Kapacitet: 48 000 |
| Paris                                | Paris                                            | Reims                                      | Strasbourg                              | Toulouse                          |
| Parc des Princes Kapacitet: 48 712   | Stade Olympique Yves-du-Manoir Kapacitet: 14 000 | Vélodrome Municipal Kapacitet: 21 684      | Stade de la Meinau Kapacitet: 30 000    | Stade Chapou Kapacitet: 35 472    |

## Brasilien 1950
| Brasilien 1950                                                         | Brasilien 1950                  | Brasilien 1950               | Brasilien 1950                     |
| ---------------------------------------------------------------------- | ------------------------------- | ---------------------------- | ---------------------------------- |
| Recife Belo Horizonte Rio de · Janeiro São Paulo Curitiba Porto Alegre | Rio de Janeiro                  | São Paulo                    | Belo Horizonte                     |
| Recife Belo Horizonte Rio de · Janeiro São Paulo Curitiba Porto Alegre | Maracanã Kapacitet: 199 854     | Pacaembu Kapacitet: 60 000   | Sete de Setembro Kapacitet: 30 000 |
| Recife Belo Horizonte Rio de · Janeiro São Paulo Curitiba Porto Alegre | Curitiba                        | Porto Alegre                 | Recife                             |
| Recife Belo Horizonte Rio de · Janeiro São Paulo Curitiba Porto Alegre | Vila Capanema Kapacitet: 10 000 | Eucaliptos Kapacitet: 20 000 | Ilha do Retiro Kapacitet: 10 000   |

## Schweiz 1954
| Schweiz 1954 · Basel Zürich Bern Lausanne Genève Lugano | Basel                                            | Bern                                | Genève                              |
| ------------------------------------------------------- | ------------------------------------------------ | ----------------------------------- | ----------------------------------- |
| Schweiz 1954 · Basel Zürich Bern Lausanne Genève Lugano | St. Jakob-stadion Kapacitet: 51 500              | Wankdorfstadion Kapacitet: 64 000   | Charmilles-stadion Kapacitet: 9 250 |
| Schweiz 1954 · Basel Zürich Bern Lausanne Genève Lugano | Lausanne                                         | Lugano                              | Zürich                              |
| Schweiz 1954 · Basel Zürich Bern Lausanne Genève Lugano | Stade Olympique de la Pontaise Kapacitet: 54 000 | Cornaredo-stadion Kapacitet: 15 000 | Hardturm Kapacitet: 27 500          |

## Sverige 1958
| Sverige 1958                    | Sverige 1958                  | Sverige 1958                    | Sverige 1958                 | Sandviken Västerås Eskilstuna Solna Örebro Norrköping Uddevalla Borås Göteborg Halmstad Helsingborg Malmö |
| Solna (Stockholm)               | Göteborg                      | Malmö                           | Eskilstuna                   | Sandviken Västerås Eskilstuna Solna Örebro Norrköping Uddevalla Borås Göteborg Halmstad Helsingborg Malmö |
| Råsunda Kapacitet: 52 000       | Ullevi Kapacitet: 53 000      | Malmö stadion Kapacitet: 30 000 | Tunavallen Kapacitet: 20 000 | Sandviken Västerås Eskilstuna Solna Örebro Norrköping Uddevalla Borås Göteborg Halmstad Helsingborg Malmö |
| Norrköping                      | Sandviken                     | Uddevalla                       | Helsingborg                  | Sandviken Västerås Eskilstuna Solna Örebro Norrköping Uddevalla Borås Göteborg Halmstad Helsingborg Malmö |
| Idrottsparken Kapacitet: 20 000 | Jernvallen Kapacitet: 20 000  | Rimnersvallen Kapacitet: 17 778 | Olympia Kapacitet: 16 000    | Sandviken Västerås Eskilstuna Solna Örebro Norrköping Uddevalla Borås Göteborg Halmstad Helsingborg Malmö |
| Borås                           | Halmstad                      | Örebro                          | Västerås                     | Sandviken Västerås Eskilstuna Solna Örebro Norrköping Uddevalla Borås Göteborg Halmstad Helsingborg Malmö |
| Ryavallen Kapacitet: 15 000     | Örjans vall Kapacitet: 15 000 | Eyravallen Kapacitet: 13 000    | Arosvallen Kapacitet: 10 000 | Sandviken Västerås Eskilstuna Solna Örebro Norrköping Uddevalla Borås Göteborg Halmstad Helsingborg Malmö |

## Chile 1962
| Arica Viña del Mar Santiago Rancagua | Chile 1962                                                      | Chile 1962                                                      |
| Arica Viña del Mar Santiago Rancagua | Arica                                                           | Rancagua                                                        |
| Arica Viña del Mar Santiago Rancagua | Estadio Carlos Dittborn Kapacitet: 17 786 Invigd: 15 april 1962 | Estadio Braden Copper Co. Kapacitet: 18 000 Invigd: 1 juni 1945 |
| Arica Viña del Mar Santiago Rancagua | Santiago                                                        | Viña del Mar                                                    |
| Arica Viña del Mar Santiago Rancagua | Estadio Nacional Kapacitet: 66 660 Invigd: 3 december 1938      | Estadio Sausalito Kapacitet: 18 037 Invigd: 8 september 1929    |

## England 1966
| England 1966                                                              | England 1966                                                              | England 1966                                  | England 1966                         |
| ------------------------------------------------------------------------- | ------------------------------------------------------------------------- | --------------------------------------------- | ------------------------------------ |
| London Manchester Liverpool Sunderland Middlesbrough Birmingham Sheffield | London Manchester Liverpool Sunderland Middlesbrough Birmingham Sheffield | Birmingham                                    | Liverpool                            |
| London Manchester Liverpool Sunderland Middlesbrough Birmingham Sheffield | London Manchester Liverpool Sunderland Middlesbrough Birmingham Sheffield | Villa Park Kapacitet:55 000                   | Goodison Park Kapacitet: 70 000      |
| London Manchester Liverpool Sunderland Middlesbrough Birmingham Sheffield | London Manchester Liverpool Sunderland Middlesbrough Birmingham Sheffield | London                                        |                                      |
| London Manchester Liverpool Sunderland Middlesbrough Birmingham Sheffield | London Manchester Liverpool Sunderland Middlesbrough Birmingham Sheffield | Wembley Stadium (1923–2000) Kapacitet:100 000 | White City Stadium Kapacitet: 76 567 |
| Manchester                                                                | Middlesbrough                                                             | Sheffield                                     | Sunderland                           |
| Old Trafford Kapacitet: 42 730                                            | Ayresome Park Kapacitet: 40 310                                           | Hillsborough Stadium Kapacitet: 42 730        | Roker Park Kapacitet: 40 310         |

## Mexiko 1970
| Mexiko 1970                        | Guadalajara León Mexico City Puebla Toluca | Guadalajara León Mexico City Puebla Toluca | Guadalajara León Mexico City Puebla Toluca     |
| Guadalajara                        | Guadalajara León Mexico City Puebla Toluca | Guadalajara León Mexico City Puebla Toluca | Guadalajara León Mexico City Puebla Toluca     |
| Estadio Jalisco Kapacitet: 66 000  | Guadalajara León Mexico City Puebla Toluca | Guadalajara León Mexico City Puebla Toluca | Guadalajara León Mexico City Puebla Toluca     |
| León                               | Mexico City                                | Puebla                                     | Toluca                                         |
| Estadio Nou Camp Kapacitet: 35 000 | Estadio Azteca Kapacitet: 114 600          | Estadio Cuauhtémoc Kapacitet: 46 000       | Estadio Luis Gutiérrez Dosal Kapacitet: 27 000 |

## Västtyskland 1974
| Västtyskland 1974                  | Västtyskland 1974                  | Västtyskland 1974                      | Dortmund Düsseldorf Frankfurt am Main Gelsenkirchen Hamburg Hannover München Stuttgart Västberlin |
| Dortmund                           | Düsseldorf                         | Frankfurt am Main                      | Dortmund Düsseldorf Frankfurt am Main Gelsenkirchen Hamburg Hannover München Stuttgart Västberlin |
| Westfalenstadion Kapacitet: 80 000 | Rheinstadion Kapacitet: 45 100     | Waldstadion Kapacitet: 54 000          | Dortmund Düsseldorf Frankfurt am Main Gelsenkirchen Hamburg Hannover München Stuttgart Västberlin |
| Gelsenkirchen                      | Hamburg                            | Hannover                               | Dortmund Düsseldorf Frankfurt am Main Gelsenkirchen Hamburg Hannover München Stuttgart Västberlin |
| Parkstadion Kapacitet: 48 000      | Volksparkstadion Kapacitet: 55 000 | Niedersachsenstadion Kapacitet: 44 000 | Dortmund Düsseldorf Frankfurt am Main Gelsenkirchen Hamburg Hannover München Stuttgart Västberlin |
| München                            | Stuttgart                          | Västberlin                             | Dortmund Düsseldorf Frankfurt am Main Gelsenkirchen Hamburg Hannover München Stuttgart Västberlin |
| Olympiastadion Kapacitet: 72 000   | Neckarstadion Kapacitet: 55 000    | Olympiastadion Kapacitet: 75 000       | Dortmund Düsseldorf Frankfurt am Main Gelsenkirchen Hamburg Hannover München Stuttgart Västberlin |

## Argentina 1978
| Argentina 1978                        | Argentina 1978                              | Argentina 1978                                | Buenos Aires ● Córdoba ● Rosario ● Mendoza ● Mar del Plata ● |
| Buenos Aires                          | Buenos Aires                                | Córdoba                                       | Buenos Aires ● Córdoba ● Rosario ● Mendoza ● Mar del Plata ● |
| Estadio Monumental Kapacitet: 76 000  | Estadio José Amalfitani Kapacitet: 49 540   | Estadio Olímpico Córdoba Kapacitet: 46 083    | Buenos Aires ● Córdoba ● Rosario ● Mendoza ● Mar del Plata ● |
|                                       |                                             |                                               | Buenos Aires ● Córdoba ● Rosario ● Mendoza ● Mar del Plata ● |
| Mar del Plata                         | Mendoza                                     | Rosario                                       | Buenos Aires ● Córdoba ● Rosario ● Mendoza ● Mar del Plata ● |
| Estadio Mundialista Kapacitet: 43 542 | Estadio Ciudad de Mendoza Kapacitet: 34 875 | Estadio Gigante de Arroyito Kapacitet: 41 654 | Buenos Aires ● Córdoba ● Rosario ● Mendoza ● Mar del Plata ● |
|                                       |                                             |                                               | Buenos Aires ● Córdoba ● Rosario ● Mendoza ● Mar del Plata ● |

## Spanien 1982
| A Coruña Alicante Barcelona Bilbao Elche Gijón Madrid Málaga Oviedo Sevilla Valencia Valladolid Vigo Zaragoza | Spanien 1982                            | A Coruña                            | Alicante                            | Bilbao                             | Barcelona                     | Barcelona                         |
| A Coruña Alicante Barcelona Bilbao Elche Gijón Madrid Málaga Oviedo Sevilla Valencia Valladolid Vigo Zaragoza | Spanien 1982                            | Riazor Kapacitet: 34 600            | José Rico Pérez Kapacitet: 38 000   | San Mamés Kapacitet: 47 000        | Camp Nou Kapacitet: 120 000   | Sarrià Kapacitet: 44 000          |
| A Coruña Alicante Barcelona Bilbao Elche Gijón Madrid Málaga Oviedo Sevilla Valencia Valladolid Vigo Zaragoza | Elche                                   | Gijón                               | Madrid                              | Madrid                             | Málaga                        | Oviedo                            |
| A Coruña Alicante Barcelona Bilbao Elche Gijón Madrid Málaga Oviedo Sevilla Valencia Valladolid Vigo Zaragoza | Nuevo Kapacitet: 40 000                 | El Molinón Kapacitet: 47 000        | Santiago Bernabéu Kapacitet: 91 000 | Vicente Calderón Kapacitet: 66 000 | La Rosaleda Kapacitet: 44 000 | Carlos Tartiere Kapacitet: 23 000 |
| A Coruña Alicante Barcelona Bilbao Elche Gijón Madrid Málaga Oviedo Sevilla Valencia Valladolid Vigo Zaragoza | Sevilla                                 | Sevilla                             | Valencia                            | Valladolid                         | Vigo                          | Zaragoza                          |
| A Coruña Alicante Barcelona Bilbao Elche Gijón Madrid Málaga Oviedo Sevilla Valencia Valladolid Vigo Zaragoza | Ramón Sánchez Pizjuán Kapacitet: 70 500 | Benito Villamarín Kapacitet: 47 500 | Luis Casanova Kapacitet: 55 000     | José Zorrilla Kapacitet: 30 000    | Balaídos Kapacitet: 31 800    | La Romareda Kapacitet: 42 000     |

## Mexiko 1986
| Mexiko 1986                             | Mexiko 1986                                      | Mexiko 1986                            | Mexiko 1986                             |
| Mexico City                             | Mexico City                                      | Guadalajara                            | Puebla                                  |
| --------------------------------------- | ------------------------------------------------ | -------------------------------------- | --------------------------------------- |
| Estadio Azteca Kapacitet: 114 600       | Estadio Olímpico Universitario Kapacitet: 72 000 | Estadio Jalisco Kapacitet: 66 000      | Estadio Cuauhtémoc Kapacitet: 46 000    |
|                                         |                                                  |                                        |                                         |
| San Nicolás de los Garza                | Querétaro                                        | Monterrey                              | León                                    |
| Estadio Universitario Kapacitet: 44 000 | Estadio La Corregidora Kapacitet: 40 785         | Estadio Tecnológico Kapacitet: 38 000  | Estadio Nou Camp Kapacitet: 35 000      |
|                                         |                                                  |                                        |                                         |
| Nezahualcóyotl                          | Irapuato                                         | Toluca                                 | Zapopan                                 |
| Estadio Neza 86 Kapacitet: 35 000       | Estadio Sergio León Chávez Kapacitet: 32 000     | Estadio Nemesio Díez Kapacitet: 30 000 | Estadio Tres de Marzo Kapacitet: 30 000 |
|                                         |                                                  |                                        |                                         |

## Italien 1990
| Bari Bologna Cagliari Florens Genua Milano Neapel Palermo Rom Turin Udine Verona | Italien 1990                             | Italien 1990                             | Italien 1990                                    |
| Bari Bologna Cagliari Florens Genua Milano Neapel Palermo Rom Turin Udine Verona | Bari                                     | Bologna                                  | Cagliari                                        |
| Bari Bologna Cagliari Florens Genua Milano Neapel Palermo Rom Turin Udine Verona | Stadio San Nicola Kapacitet: 56 000      | Stadio Renato Dall'Ara Kapacitet: 39 000 | Stadio Sant'Elia Kapacitet: 40 000              |
| Bari Bologna Cagliari Florens Genua Milano Neapel Palermo Rom Turin Udine Verona | Florens                                  | Genua                                    | Milano                                          |
| Bari Bologna Cagliari Florens Genua Milano Neapel Palermo Rom Turin Udine Verona | Stadio Artemio Franchi Kapacitet: 41 000 | Stadio Luigi Ferraris Kapacitet: 36 000  | San Siro Kapacitet: 85 700                      |
| Bari Bologna Cagliari Florens Genua Milano Neapel Palermo Rom Turin Udine Verona | Neapel                                   | Palermo                                  | Rom                                             |
| Bari Bologna Cagliari Florens Genua Milano Neapel Palermo Rom Turin Udine Verona | Stadio San Paolo Kapacitet: 74 000       | Stadio La Favorita Kapacitet: 36 000     | Stadio Olimpico Kapacitet: 72 698               |
| Bari Bologna Cagliari Florens Genua Milano Neapel Palermo Rom Turin Udine Verona | Turin                                    | Udine                                    | Verona                                          |
| Bari Bologna Cagliari Florens Genua Milano Neapel Palermo Rom Turin Udine Verona | Stadio delle Alpi Kapacitet: 68 000      | Stadio Friuli Kapacitet: 38 000          | Stadio Marc'Antonio Bentegodi Kapacitet: 42 000 |

## USA 1994
| USA 1994 0 Chicago Dallas East Rutherford Foxborough Orlando Pasadena Pontiac Stanford Washington D.C. | Chicago                              | Dallas                             | East Rutherford                                      |
| --- | ------------------------------------ | ---------------------------------- | ---------------------------------------------------- |
| USA 1994 0 Chicago Dallas East Rutherford Foxborough Orlando Pasadena Pontiac Stanford Washington D.C. | Soldier Field Kapacitet: 63 117      | Cotton Bowl Kapacitet: 63 998      | Giants Stadium Kapacitet: 75 338                     |
| USA 1994 0 Chicago Dallas East Rutherford Foxborough Orlando Pasadena Pontiac Stanford Washington D.C. | Foxborough                           | Orlando                            | Pasadena                                             |
| USA 1994 0 Chicago Dallas East Rutherford Foxborough Orlando Pasadena Pontiac Stanford Washington D.C. | Foxboro Stadium Kapacitet: 53 644    | Citrus Bowl Kapacitet: 61 219      | Rose Bowl Kapacitet: 91 794                          |
| USA 1994 0 Chicago Dallas East Rutherford Foxborough Orlando Pasadena Pontiac Stanford Washington D.C. | Pontiac                              | Stanford                           | Washington, D.C.                                     |
| USA 1994 0 Chicago Dallas East Rutherford Foxborough Orlando Pasadena Pontiac Stanford Washington D.C. | Pontiac Silverdome Kapacitet: 77 557 | Stanford Stadium Kapacitet: 80 906 | Robert F. Kennedy Memorial Stadium Kapacitet: 53 142 |

## Frankrike 1998
| Frankrike 1998                          | Frankrike 1998                                                                                         | Frankrike 1998                                                                                         | Frankrike 1998 |
| Saint-Denis                             | Marseille                                                                                              | Paris                                                                                                  | Lens |
| --------------------------------------- | --- | --- | --- |
| Stade de France Kapacitet: 80 000       | Stade Vélodrome Kapacitet: 60 000                                                                      | Parc des Princes Kapacitet: 49 000                                                                     | Stade Bollaert-Delelis Kapacitet: 44 000 |
|                                         | | | |
| Lyon                                    | ● Bordeaux Lens ● Lyon ● Marseille Montpellier ● Nantes Paris ● Saint-Denis Saint-Étienne ● Toulouse ● | ● Bordeaux Lens ● Lyon ● Marseille Montpellier ● Nantes Paris ● Saint-Denis Saint-Étienne ● Toulouse ● | - Stade de France 48°55′28″N 2°21′36″Ö / 48.92444°N 2.36000°Ö - Stade Vélodrome 43°16′11″N 5°23′45″Ö / 43.26972°N 5.39583°Ö - Parc des Princes 48°50′29″N 2°15′11″Ö / 48.84139°N 2.25306°Ö - Stade Félix Bollaert 50°25′58.26″N 2°48′53.47″Ö / 50.4328500°N 2.8148528°Ö - Stade Gerland 45°43′26″N 4°49′56″Ö / 45.72389°N 4.83222°Ö - Stade de la Beaujoire 47°15′20.27″N 1°31′31.35″V / 47.2556306°N 1.5253750°V - Stade Municipal 43°34′59.93″N 1°26′2.57″Ö / 43.5833139°N 1.4340472°Ö - Stade Geoffroy-Guichard 45°27′38.76″N 4°23′24.42″Ö / 45.4607667°N 4.3901167°Ö - Parc Lescure 44°49′45″N 0°35′52″V / 44.82917°N 0.59778°V - Stade de la Mosson 43°37′19.85″N 3°48′43.28″Ö / 43.6221806°N 3.8120222°Ö |
| Stade de Gerland Kapacitet: 41 300      | ● Bordeaux Lens ● Lyon ● Marseille Montpellier ● Nantes Paris ● Saint-Denis Saint-Étienne ● Toulouse ● | ● Bordeaux Lens ● Lyon ● Marseille Montpellier ● Nantes Paris ● Saint-Denis Saint-Étienne ● Toulouse ● | - Stade de France 48°55′28″N 2°21′36″Ö / 48.92444°N 2.36000°Ö - Stade Vélodrome 43°16′11″N 5°23′45″Ö / 43.26972°N 5.39583°Ö - Parc des Princes 48°50′29″N 2°15′11″Ö / 48.84139°N 2.25306°Ö - Stade Félix Bollaert 50°25′58.26″N 2°48′53.47″Ö / 50.4328500°N 2.8148528°Ö - Stade Gerland 45°43′26″N 4°49′56″Ö / 45.72389°N 4.83222°Ö - Stade de la Beaujoire 47°15′20.27″N 1°31′31.35″V / 47.2556306°N 1.5253750°V - Stade Municipal 43°34′59.93″N 1°26′2.57″Ö / 43.5833139°N 1.4340472°Ö - Stade Geoffroy-Guichard 45°27′38.76″N 4°23′24.42″Ö / 45.4607667°N 4.3901167°Ö - Parc Lescure 44°49′45″N 0°35′52″V / 44.82917°N 0.59778°V - Stade de la Mosson 43°37′19.85″N 3°48′43.28″Ö / 43.6221806°N 3.8120222°Ö |
|                                         | ● Bordeaux Lens ● Lyon ● Marseille Montpellier ● Nantes Paris ● Saint-Denis Saint-Étienne ● Toulouse ● | ● Bordeaux Lens ● Lyon ● Marseille Montpellier ● Nantes Paris ● Saint-Denis Saint-Étienne ● Toulouse ● | - Stade de France 48°55′28″N 2°21′36″Ö / 48.92444°N 2.36000°Ö - Stade Vélodrome 43°16′11″N 5°23′45″Ö / 43.26972°N 5.39583°Ö - Parc des Princes 48°50′29″N 2°15′11″Ö / 48.84139°N 2.25306°Ö - Stade Félix Bollaert 50°25′58.26″N 2°48′53.47″Ö / 50.4328500°N 2.8148528°Ö - Stade Gerland 45°43′26″N 4°49′56″Ö / 45.72389°N 4.83222°Ö - Stade de la Beaujoire 47°15′20.27″N 1°31′31.35″V / 47.2556306°N 1.5253750°V - Stade Municipal 43°34′59.93″N 1°26′2.57″Ö / 43.5833139°N 1.4340472°Ö - Stade Geoffroy-Guichard 45°27′38.76″N 4°23′24.42″Ö / 45.4607667°N 4.3901167°Ö - Parc Lescure 44°49′45″N 0°35′52″V / 44.82917°N 0.59778°V - Stade de la Mosson 43°37′19.85″N 3°48′43.28″Ö / 43.6221806°N 3.8120222°Ö |
| Nantes                                  | ● Bordeaux Lens ● Lyon ● Marseille Montpellier ● Nantes Paris ● Saint-Denis Saint-Étienne ● Toulouse ● | ● Bordeaux Lens ● Lyon ● Marseille Montpellier ● Nantes Paris ● Saint-Denis Saint-Étienne ● Toulouse ● | - Stade de France 48°55′28″N 2°21′36″Ö / 48.92444°N 2.36000°Ö - Stade Vélodrome 43°16′11″N 5°23′45″Ö / 43.26972°N 5.39583°Ö - Parc des Princes 48°50′29″N 2°15′11″Ö / 48.84139°N 2.25306°Ö - Stade Félix Bollaert 50°25′58.26″N 2°48′53.47″Ö / 50.4328500°N 2.8148528°Ö - Stade Gerland 45°43′26″N 4°49′56″Ö / 45.72389°N 4.83222°Ö - Stade de la Beaujoire 47°15′20.27″N 1°31′31.35″V / 47.2556306°N 1.5253750°V - Stade Municipal 43°34′59.93″N 1°26′2.57″Ö / 43.5833139°N 1.4340472°Ö - Stade Geoffroy-Guichard 45°27′38.76″N 4°23′24.42″Ö / 45.4607667°N 4.3901167°Ö - Parc Lescure 44°49′45″N 0°35′52″V / 44.82917°N 0.59778°V - Stade de la Mosson 43°37′19.85″N 3°48′43.28″Ö / 43.6221806°N 3.8120222°Ö |
| Stade de la Beaujoire Kapacitet: 39 500 | ● Bordeaux Lens ● Lyon ● Marseille Montpellier ● Nantes Paris ● Saint-Denis Saint-Étienne ● Toulouse ● | ● Bordeaux Lens ● Lyon ● Marseille Montpellier ● Nantes Paris ● Saint-Denis Saint-Étienne ● Toulouse ● | - Stade de France 48°55′28″N 2°21′36″Ö / 48.92444°N 2.36000°Ö - Stade Vélodrome 43°16′11″N 5°23′45″Ö / 43.26972°N 5.39583°Ö - Parc des Princes 48°50′29″N 2°15′11″Ö / 48.84139°N 2.25306°Ö - Stade Félix Bollaert 50°25′58.26″N 2°48′53.47″Ö / 50.4328500°N 2.8148528°Ö - Stade Gerland 45°43′26″N 4°49′56″Ö / 45.72389°N 4.83222°Ö - Stade de la Beaujoire 47°15′20.27″N 1°31′31.35″V / 47.2556306°N 1.5253750°V - Stade Municipal 43°34′59.93″N 1°26′2.57″Ö / 43.5833139°N 1.4340472°Ö - Stade Geoffroy-Guichard 45°27′38.76″N 4°23′24.42″Ö / 45.4607667°N 4.3901167°Ö - Parc Lescure 44°49′45″N 0°35′52″V / 44.82917°N 0.59778°V - Stade de la Mosson 43°37′19.85″N 3°48′43.28″Ö / 43.6221806°N 3.8120222°Ö |
|                                         | ● Bordeaux Lens ● Lyon ● Marseille Montpellier ● Nantes Paris ● Saint-Denis Saint-Étienne ● Toulouse ● | ● Bordeaux Lens ● Lyon ● Marseille Montpellier ● Nantes Paris ● Saint-Denis Saint-Étienne ● Toulouse ● | - Stade de France 48°55′28″N 2°21′36″Ö / 48.92444°N 2.36000°Ö - Stade Vélodrome 43°16′11″N 5°23′45″Ö / 43.26972°N 5.39583°Ö - Parc des Princes 48°50′29″N 2°15′11″Ö / 48.84139°N 2.25306°Ö - Stade Félix Bollaert 50°25′58.26″N 2°48′53.47″Ö / 50.4328500°N 2.8148528°Ö - Stade Gerland 45°43′26″N 4°49′56″Ö / 45.72389°N 4.83222°Ö - Stade de la Beaujoire 47°15′20.27″N 1°31′31.35″V / 47.2556306°N 1.5253750°V - Stade Municipal 43°34′59.93″N 1°26′2.57″Ö / 43.5833139°N 1.4340472°Ö - Stade Geoffroy-Guichard 45°27′38.76″N 4°23′24.42″Ö / 45.4607667°N 4.3901167°Ö - Parc Lescure 44°49′45″N 0°35′52″V / 44.82917°N 0.59778°V - Stade de la Mosson 43°37′19.85″N 3°48′43.28″Ö / 43.6221806°N 3.8120222°Ö |
| Toulouse                                | Saint-Étienne                                                                                          | Bordeaux                                                                                               | Montpellier |
| Stade Municipal Kapacitet: 37 000       | Stade Geoffroy-Guichard Kapacitet: 36 000                                                              | Parc Lescure Kapacitet: 35 200                                                                         | Stade de la Mosson Kapacitet: 34 000 |
|                                         | | | |

## Sydkorea/Japan 2002
| Sydkorea och Japan 2002                           | Sydkorea och Japan 2002                           | Sydkorea och Japan 2002                             | Sydkorea och Japan 2002                             | Sydkorea och Japan 2002                                   |
| Sydkorea                                          | Sydkorea                                          | Sydkorea                                            | Sydkorea                                            | Sydkorea                                                  |
| ------------------------------------------------- | ------------------------------------------------- | --------------------------------------------------- | --------------------------------------------------- | --------------------------------------------------------- |
| Busan Busan Asiad Stadium Kapacitet: 54 534       | Daegu Daegu Stadium Kapacitet: 65 857             | Daejeon Daejeon World Cup Stadium Kapacitet: 41 000 | Gwangju Gwangju World Cup Stadium Kapacitet: 42 880 | Incheon Incheon Munhak Stadium Kapacitet: 50 324          |
| Jeonju Jeonju World Cup Stadium Kapacitet: 42 477 | Seogwipo Jeju World Cup Stadium Kapacitet: 42 256 | Seoul Seoul World Cup Stadium Kapacitet: 64 677     | Suwon Suwon World Cup Stadium Kapacitet: 43 188     | Ulsan Ulsan Munsu Football Stadium Kapacitet: 43 512      |
| Japan                                             |                                                   |                                                     |                                                     |                                                           |
| Ibaraki Kashima Soccer Stadium Kapacitet: 41 800  | Kobe Kobe Wing Stadium Kapacitet: 42 000          | Rifu Miyagi Stadium Kapacitet: 49 133               | Niigata Niigata Stadium Big Swan Kapacitet: 42 300  | Ōita Ōita Stadium Big Eye Kapacitet: 43 000               |
| Osaka Osaka Nagai Stadium Kapacitet: 50 000       | Saitama Saitama Stadium 2002 Kapacitet: 63 700    | Sapporo Sapporo Dome Kapacitet: 42 585              | Shizuoka Shizuoka Stadium Ecopa Kapacitet: 51 349   | Yokohama International Stadium Yokohama Kapacitet: 72 370 |

## Tyskland 2006
| Tyskland 2006                                                           | Tyskland 2006 | Tyskland 2006 | Tyskland 2006                                                           |
| Berlin                                                                  | Dortmund | München | Stuttgart                                                               |
| ----------------------------------------------------------------------- | --- | --- | ----------------------------------------------------------------------- |
| Olympiastadion Kapacitet: 74 176                                        | Signal Iduna Park (FIFA World Cup Stadium, Dortmund) Kapacitet: 67 000                                                              | Allianz Arena (FIFA World Cup Stadium, Munich) Kapacitet: 66 016                                                                    | Gottlieb-Daimler-Stadion Kapacitet: 54 267                              |
|                                                                         | | |                                                                         |
| Gelsenkirchen                                                           | Berlin ● Dortmund ● Frankfurt ● Gelsenkirchen ● Hamburg ● Hannover ● Kaiserslautern ● Köln ● Leipzig München ● Nürnberg ● Stuttgart | Berlin ● Dortmund ● Frankfurt ● Gelsenkirchen ● Hamburg ● Hannover ● Kaiserslautern ● Köln ● Leipzig München ● Nürnberg ● Stuttgart | Hamburg                                                                 |
| Veltins-Arena (FIFA World Cup Stadium, Gelsenkirchen) Kapacitet: 53 804 | Berlin ● Dortmund ● Frankfurt ● Gelsenkirchen ● Hamburg ● Hannover ● Kaiserslautern ● Köln ● Leipzig München ● Nürnberg ● Stuttgart | Berlin ● Dortmund ● Frankfurt ● Gelsenkirchen ● Hamburg ● Hannover ● Kaiserslautern ● Köln ● Leipzig München ● Nürnberg ● Stuttgart | AOL Arena (FIFA World Cup Stadium, Hamburg) Kapacitet: 51 055           |
|                                                                         | Berlin ● Dortmund ● Frankfurt ● Gelsenkirchen ● Hamburg ● Hannover ● Kaiserslautern ● Köln ● Leipzig München ● Nürnberg ● Stuttgart | Berlin ● Dortmund ● Frankfurt ● Gelsenkirchen ● Hamburg ● Hannover ● Kaiserslautern ● Köln ● Leipzig München ● Nürnberg ● Stuttgart |                                                                         |
| Frankfurt                                                               | Berlin ● Dortmund ● Frankfurt ● Gelsenkirchen ● Hamburg ● Hannover ● Kaiserslautern ● Köln ● Leipzig München ● Nürnberg ● Stuttgart | Berlin ● Dortmund ● Frankfurt ● Gelsenkirchen ● Hamburg ● Hannover ● Kaiserslautern ● Köln ● Leipzig München ● Nürnberg ● Stuttgart | Köln                                                                    |
| Commerzbank-Arena (FIFA World Cup Stadium, Frankfurt) Kapacitet: 48 132 | Berlin ● Dortmund ● Frankfurt ● Gelsenkirchen ● Hamburg ● Hannover ● Kaiserslautern ● Köln ● Leipzig München ● Nürnberg ● Stuttgart | Berlin ● Dortmund ● Frankfurt ● Gelsenkirchen ● Hamburg ● Hannover ● Kaiserslautern ● Köln ● Leipzig München ● Nürnberg ● Stuttgart | Rheinenergiestadion (FIFA World Cup Stadium, Cologne) Kapacitet: 46 134 |
|                                                                         | Berlin ● Dortmund ● Frankfurt ● Gelsenkirchen ● Hamburg ● Hannover ● Kaiserslautern ● Köln ● Leipzig München ● Nürnberg ● Stuttgart | Berlin ● Dortmund ● Frankfurt ● Gelsenkirchen ● Hamburg ● Hannover ● Kaiserslautern ● Köln ● Leipzig München ● Nürnberg ● Stuttgart |                                                                         |
| Hannover                                                                | Leipzig | Kaiserslautern | Nürnberg                                                                |
| AWD-Arena (FIFA World Cup Stadium, Hannover) Kapacitet: 44 652          | Zentralstadion Kapacitet: 44 199 | Fritz Walter Stadion Kapacitet: 43 450                                                                                              | EasyCredit-Stadion (Frankenstadion) Kapacitet: 41 926                   |
|                                                                         | | |                                                                         |

## Sydafrika 2010
| \| Ort \| Arena \| Höjd över havet (m) \| Kapacitet \| \| -------------- \| -------------------------- \| ------------------- \| --------- \| \| Bloemfontein \| Free State Stadium \| 1 395 \| 40 911[3] \| \| Durban \| Moses Mabhida Stadium \| 0 \| 62 760 \| \| Johannesburg \| Ellis Park Stadium \| 1 753 \| 55 686 \| \| Johannesburg \| Soccer City \| 1 753 \| 84 490[3] \| \| Kapstaden \| Green Point Stadium \| 0 \| 64 100 \| \| Nelspruit \| Mbombela Stadium \| 1 500 \| 40 929[3] \| \| Polokwane \| Peter Mokaba Stadium \| 1 312 \| 41 733[3] \| \| Port Elizabeth \| Nelson Mandela Bay Stadium \| 0 \| 42 486[3] \| \| Pretoria \| Loftus Versfeld Stadium \| 1 370 \| 42 858[3] \| \| Rustenburg \| Royal Bafokeng Stadium \| 671 \| 38 646[3] \| | ●Durban ●Port Elizabeth Rustenburg● Nelspruit ●Pretoria ●Bloemfontein ●Johannesburg ●Kapstaden ●Polokwane |                     |           |
| Ort | Arena | Höjd över havet (m) | Kapacitet |
| Bloemfontein | Free State Stadium                                                                                        | 1 395               | 40 911    |
| Durban | Moses Mabhida Stadium                                                                                     | 0                   | 62 760    |
| Johannesburg | Ellis Park Stadium                                                                                        | 1 753               | 55 686    |
| Johannesburg | Soccer City                                                                                               | 1 753               | 84 490    |
| Kapstaden | Green Point Stadium                                                                                       | 0                   | 64 100    |
| Nelspruit | Mbombela Stadium                                                                                          | 1 500               | 40 929    |
| Polokwane | Peter Mokaba Stadium                                                                                      | 1 312               | 41 733    |
| Port Elizabeth | Nelson Mandela Bay Stadium                                                                                | 0                   | 42 486    |
| Pretoria | Loftus Versfeld Stadium                                                                                   | 1 370               | 42 858    |
| Rustenburg | Royal Bafokeng Stadium                                                                                    | 671                 | 38 646    |

## Brasilien 2014
| Brasilien 2014                        | Brasilien 2014 | Brasilien 2014 | Brasilien 2014                      |
| Rio de Janeiro                        | Brasília | São Paulo | Fortaleza                           |
| ------------------------------------- | --- | --- | ----------------------------------- |
| Estádio do Maracanã Kapacitet: 74 738 | Estádio Nacional de Brasília Kapacitet: 69 349                                                                                  | Arena de São Paulo Kapacitet: 62 601                                                                                            | Estádio Castelão Kapacitet: 60 342  |
| Estádio do Maracanã                   | Estádio Nacional de Brasília | Arena de São Paulo | Castelão                            |
| Belo Horizonte                        | Manaus● Fortaleza● Natal● Recife● Salvador● Cuiabá● Brasília Belo Horizonte● Rio de 0Janeiro São Paulo● Curitiba● Porto Alegre● | Manaus● Fortaleza● Natal● Recife● Salvador● Cuiabá● Brasília Belo Horizonte● Rio de 0Janeiro São Paulo● Curitiba● Porto Alegre● | Porto Alegre                        |
| Estádio Mineirão Kapacitet: 58 170    | Manaus● Fortaleza● Natal● Recife● Salvador● Cuiabá● Brasília Belo Horizonte● Rio de 0Janeiro São Paulo● Curitiba● Porto Alegre● | Manaus● Fortaleza● Natal● Recife● Salvador● Cuiabá● Brasília Belo Horizonte● Rio de 0Janeiro São Paulo● Curitiba● Porto Alegre● | Estádio Beira-Rio Kapacitet: 43 394 |
| Estádio Mineirão                      | Manaus● Fortaleza● Natal● Recife● Salvador● Cuiabá● Brasília Belo Horizonte● Rio de 0Janeiro São Paulo● Curitiba● Porto Alegre● | Manaus● Fortaleza● Natal● Recife● Salvador● Cuiabá● Brasília Belo Horizonte● Rio de 0Janeiro São Paulo● Curitiba● Porto Alegre● | Estádio Beira-Rio                   |
| Salvador                              | Manaus● Fortaleza● Natal● Recife● Salvador● Cuiabá● Brasília Belo Horizonte● Rio de 0Janeiro São Paulo● Curitiba● Porto Alegre● | Manaus● Fortaleza● Natal● Recife● Salvador● Cuiabá● Brasília Belo Horizonte● Rio de 0Janeiro São Paulo● Curitiba● Porto Alegre● | Recife                              |
| Arena Fonte Nova Kapacitet: 51 900    | Manaus● Fortaleza● Natal● Recife● Salvador● Cuiabá● Brasília Belo Horizonte● Rio de 0Janeiro São Paulo● Curitiba● Porto Alegre● | Manaus● Fortaleza● Natal● Recife● Salvador● Cuiabá● Brasília Belo Horizonte● Rio de 0Janeiro São Paulo● Curitiba● Porto Alegre● | Arena Pernambuco Kapacitet: 42 610  |
| Arena Fonte Nova                      | Manaus● Fortaleza● Natal● Recife● Salvador● Cuiabá● Brasília Belo Horizonte● Rio de 0Janeiro São Paulo● Curitiba● Porto Alegre● | Manaus● Fortaleza● Natal● Recife● Salvador● Cuiabá● Brasília Belo Horizonte● Rio de 0Janeiro São Paulo● Curitiba● Porto Alegre● | Arena Pernambuco                    |
| Cuiabá                                | Manaus | Natal | Curitiba                            |
| Arena Pantanal Kapacitet: 41 112      | Arena Amazônia Kapacitet: 40 549                                                                                                | Arena das Dunas Kapacitet: 39 971                                                                                               | Arena da Baixada Kapacitet: 39 631  |
| Arena Pantanal                        | Arena Amazônia | Arena das Dunas | Arena da Baixada                    |

## Ryssland 2018
| Ryssland 2018                   | Ryssland 2018 | Ryssland 2018 | Ryssland 2018                        |
| Moskva                          | Moskva | Sankt Petersburg | Kaliningrad                          |
| ------------------------------- | --- | --- | ------------------------------------ |
| Luzjnikistadion                 | Spartak Stadion (Otkrytie Arena)                                                                                         | Sankt Petersburg Stadion (Zenit Arena)                                                                                   | Kaliningrad Stadion                  |
| Kapacitet: 81 000 (Uppgraderad) | Kapacitet: 44 929 | Kapacitet: 66 881 | Kapacitet: 35 000 (Ny stadion)       |
| Luzjnikistadion                 | Otkrytie Arena | Zenit Arena | Kaliningrad Stadion                  |
| Kazan                           | · Moskva Sankt Petersburg Kaliningrad Nizjnij Novgorod Kazan Samara Volgograd Saransk Sotji Rostov-na-Donu Jekaterinburg | · Moskva Sankt Petersburg Kaliningrad Nizjnij Novgorod Kazan Samara Volgograd Saransk Sotji Rostov-na-Donu Jekaterinburg | Nizjnij Novgorod                     |
| Kazan Arena                     | · Moskva Sankt Petersburg Kaliningrad Nizjnij Novgorod Kazan Samara Volgograd Saransk Sotji Rostov-na-Donu Jekaterinburg | · Moskva Sankt Petersburg Kaliningrad Nizjnij Novgorod Kazan Samara Volgograd Saransk Sotji Rostov-na-Donu Jekaterinburg | Nizjnij Novgorod-stadion             |
| Kapacitet: 45 105               | · Moskva Sankt Petersburg Kaliningrad Nizjnij Novgorod Kazan Samara Volgograd Saransk Sotji Rostov-na-Donu Jekaterinburg | · Moskva Sankt Petersburg Kaliningrad Nizjnij Novgorod Kazan Samara Volgograd Saransk Sotji Rostov-na-Donu Jekaterinburg | Kapacitet: 44 899 (Ny stadion)       |
| Kazan Arena                     | · Moskva Sankt Petersburg Kaliningrad Nizjnij Novgorod Kazan Samara Volgograd Saransk Sotji Rostov-na-Donu Jekaterinburg | · Moskva Sankt Petersburg Kaliningrad Nizjnij Novgorod Kazan Samara Volgograd Saransk Sotji Rostov-na-Donu Jekaterinburg | Nizjnij Novgorod Stadion             |
| Samara                          | · Moskva Sankt Petersburg Kaliningrad Nizjnij Novgorod Kazan Samara Volgograd Saransk Sotji Rostov-na-Donu Jekaterinburg | · Moskva Sankt Petersburg Kaliningrad Nizjnij Novgorod Kazan Samara Volgograd Saransk Sotji Rostov-na-Donu Jekaterinburg | Volgograd                            |
| Samara Arena (Cosmos Arena)     | · Moskva Sankt Petersburg Kaliningrad Nizjnij Novgorod Kazan Samara Volgograd Saransk Sotji Rostov-na-Donu Jekaterinburg | · Moskva Sankt Petersburg Kaliningrad Nizjnij Novgorod Kazan Samara Volgograd Saransk Sotji Rostov-na-Donu Jekaterinburg | Volgograd Arena (Volgograd Arena)    |
| Kapacitet: 44 918 (Ny stadion)  | · Moskva Sankt Petersburg Kaliningrad Nizjnij Novgorod Kazan Samara Volgograd Saransk Sotji Rostov-na-Donu Jekaterinburg | · Moskva Sankt Petersburg Kaliningrad Nizjnij Novgorod Kazan Samara Volgograd Saransk Sotji Rostov-na-Donu Jekaterinburg | Kapacitet: 45 568 (Ny stadion)       |
|                                 | · Moskva Sankt Petersburg Kaliningrad Nizjnij Novgorod Kazan Samara Volgograd Saransk Sotji Rostov-na-Donu Jekaterinburg | · Moskva Sankt Petersburg Kaliningrad Nizjnij Novgorod Kazan Samara Volgograd Saransk Sotji Rostov-na-Donu Jekaterinburg |                                      |
| Saransk                         | Rostov-na-Donu | Sotji | Jekaterinburg                        |
| Mordvinien Arena                | Rostov Arena | Olympiastadion Fisjt | Jekaterinburg Arena (Centralstadion) |
| Kapacitet: 45 015 (Ny stadion)  | Kapacitet: 43 702 (Ny stadion)                                                                                           | Kapacitet: 47 659 | Kapacitet: 35 000 (Uppgraderad)      |
| Mordovia Arena                  | Rostov Arena | Sotjis olympiastadion | Central Stadion                      |

## Finalarenor
Följande tabell visar de arenor som man nyttjade under finalmatchen vid respektive mästerskap. Notera att man under VM 1950 i Brasilien inte spelade en traditionell finalmatch, då mästaren korades genom ett gruppspel. Turneringens sista match ses dock som en final då den blev direkt avgörande för slutresultatet.
Aztekastadion i Mexico City och Maracanã i Rio de Janeiro har varit värd för två finaler vardera.
| Turnering         | Arena                          | Åskådare |
| ----------------- | ------------------------------ | -------- |
| 1930 Uruguay      | Estadio Centenario             | 68 346   |
| 1934 Italien      | Stadio Nazionale PNF           | 55 000   |
| 1938 Frankrike    | Stade Olympique Yves-du-Manoir | 45 000   |
| 1950 Brasilien    | Maracanã                       | 173 850  |
| 1954 Schweiz      | Stade de Suisse                | 62 500   |
| 1958 Sverige      | Råsunda fotbollsstadion        | 49 737   |
| 1962 Chile        | Estadio Nacional de Chile      | 68 679   |
| 1966 England      | Wembley Stadium                | 96 924   |
| 1970 Mexiko       | Aztekastadion                  | 107 412  |
| 1974 Västtyskland | Münchens Olympiastadion        | 78 200   |
| 1978 Argentina    | Estadio Monumental             | 71 483   |
| 1982 Spanien      | Santiago Bernabéu-stadion      | 90 000   |
| 1986 Mexiko       | Aztekastadion                  | 114 600  |
| 1990 Italien      | Roms Olympiastadion            | 73 603   |
| 1994 USA          | Rose Bowl                      | 94 194   |
| 1998 Frankrike    | Stade de France                | 80 000   |
| 2002 Korea/Japan  | International Stadium Yokohama | 69 029   |
| 2006 Tyskland     | Berlins Olympiastadion         | 69 000   |
| 2010 Sydafrika    | Soccer City                    | 84 490   |
| 2014 Brasilien    | Maracanã                       | 74 738   |
| 2018 Ryssland     | Luzjnikistadion                | 78 111   |